# Typ III-sekretionssystemet

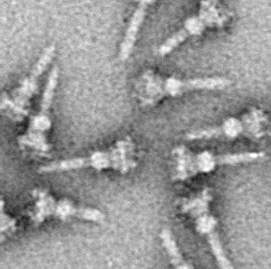
Elektronmikroskopbild av isolerade injektisomer från Salmonella typhimurium '

Typ III-sekretionssystemet (även T3SS och Typ 3-sekretionssystemet) är ett proteinkomplex i cellväggen hos många gramnegativa bakterier. Komplexet gör det möjligt för bakterien att direkt injicera proteiner in i en eukaryot cell och utgör därför en viktig virulensmekanism hos många potentiellt sjukdomsframkallande släkten. Exempel på dessa är Salmonella (tyfoidfeber), Yersinia (pest), Shigella (dysenteri) och E. coli (turistdiarre, UVI).
Upptäckten av T3SS gjordes 1994 av en forskargrupp vid Umeå universitet, men begreppet hade myntats redan 1993. Både strukturellt och funktionellt kan denna nanomaskin liknas vid en molekylär injektionsspruta. Sprutan secernerar (utsöndrar) effektorproteiner in i den eukaryota värdcellen, hos människan ofta en enterocyt. Genom effektorproteinerna moduleras biologiska funktioner hos värdcellen, så att förändringarna verkar till patogenens fördel.
Uppbyggnaden av cellväggen hos gramnegativa bakterier kräver mer komplexa mekanismer för export av ämnen, jämfört med andra prokaryoter. De ämnen som ska utsöndras måste passera både det inre cellmembranet, periplasman och det yttre periplasmatiska membranet. Gramnegativa bakterier har därför utvecklat åtminstone sex olika sekretionssystem, av vilka T3SS är bland de bäst karakteriserade.

## Struktur
Studiet av typ III-sekretionssystemets struktur har sedan dess upptäckt i början av 1990-talet framförallt byggt på elektronmikroskopiska, röntgenkristallografiska och NMR-spektroskopiska tekniker.
T3SS anses vara ett av de mer komplexa sekretionssystemen, uppbyggt av omkring 30 olika proteiner. Komplexet bär både genetiska och strukturella likheter med flagellen. Vissa komponenter delar helt homologi i sina aminosyrasekvenser och den regerande teorin är att båda dessa organeller delar samma föregångare men har utvecklats oberoende av varandra.  Detta kontrasterar mot den tidigare uppfattningen att T3SS är en vidareutveckling av flagellapparaten.
T3SS-komplexet utgörs av tre sammankopplade delar: en basalkropp, en nålstruktur och en translokationskanal. Basalkroppen är membranassocierad och består av flera proteinuppbyggda ringar, som tillsammans spänner över både det inre och det yttre membranet i bakteriens cellvägg. Nålstrukturen är ihålig och svarar för transporten av effektorproteinerna från bakteriens cytosol till värdcellens cytosol. Tillsammans bildar basalkroppen och nålstrukturen själva sekretionsapparaten, även kallad injektisomen. Utöver bakteriens två membraner behöver injektisomen även penetrera värdcellens plasmamembran, in alles tre stycken normalt selektiva och impermeabla membraner. Translokationskanalen bildas av två proteiner som binder till värdcellens plasmamembran och bildar en por, som genom hydrofila bryggor associerar till injektisomen.
Basalkroppen (25x35 nm) bildas av två stycken ringuppsättningar lokaliserade till det inre respektive det yttre membranet. Dessa benämns följaktligen OMR (outer membrane ring) och IMR (inner membrane ring). Hos de bäst studerade bakterietyperna byggs IMR av två stycken ringar, medan OMR utgörs av en ring. Varje ring är koncentrisk och bildas av ett tiotal proteiner av samma proteintyp som oligomeriserar. Hos Salmonella, exempelvis, bildar PrgK och PrgH IMR medan InvG bildar OMR (se tabell 1). Proteinerna som bildar OMR hos T3SS tillhör familjen sekretiner. Dessa kännetecknas av en periplasmatisk N-terminaldel och en membranassocierad C-terminal och bildar som regel oligomerer a 12–14 subenheter. De porer som bildas av dessa sekretinringar är ofta tillräckligt stora för att tillåta passage av helt eller delvis oveckade effektorproteiner – en vanlig form hos T3SS-substraten. Hos Salmonella och Shigella har visats att N-termini hos OMR (InvG- respektive MxiD-ringarna) bildar en hals från poren som står i kontakt med IMR. En förutsättning för basalkroppens funktion är dess korrekta sammansättning, som gör den sekretionskompetent. Ett antal membranprotein, genetiskt och strukturellt mycket gamla och som finns hos flera bakteriesläkten, fyller denna funktion. Gemensamt kallas dessa ofta för exportapparaten. Denna har bland annat som funktion att utgöra en plattform i cellväggen, på vilken injektionsapparaten kan sättas samman. IMR anses vara den första ringen som sätts samman i basalkroppen. I en studie av biosyntesen av T3SS hos Yersinia 2010 visades emellertid att OMR etableras redan innan IMR, vilket tyder på att syntesvägarna kan se olika ut hos olika bakterier, trots de påtagliga strukturella likheterna.
Typ III-sekretionssystemet är ATP-beroende och ATPaset anses vara en av de mest välbervarade komponenterna i exportapparaten, i och med en stark homologi mellan olika släkten och till flagellens ATPas. ATPaset i exportapparaten tros inte bara spela en viktig roll för sekretionens energiförsörjning genom ATP-hydrolys, utan också för identiiering och uppveckling av substrat/chaperoner.
| Yersinia | Salmonella | Shigella | E. coli | Pseudomonas |
| -------- | ---------- | -------- | ------- | ----------- |
| YscC     | InvG       | MxiD     | EscC    | PscC        |
| YscD     | PrgH       | MxiG     | EscD    | PscD        |
| YscJ     | PrgK       | MxiJ     | EscJ    | PscJ        |